# Sättersviken
Sättersviken är en sjö i Hammarö kommun i Värmland och ingår i Göta älvs huvudavrinningsområde. Sjön har en area på 0,544 kvadratkilometer och ligger 43,9 meter över havet.

## Delavrinningsområde
Sättersviken ingår i det delavrinningsområde (657761-137025) som SMHI kallar för Rinner till Vänern - Värmlandssjön. Medelhöjden är 50 meter över havet och ytan är 32,48 kvadratkilometer. Det finns inga avrinningsområden uppströms utan avrinningsområdet är högsta punkten. Avrinningsområdets utflöde Göta älv (Röa) mynnar i havet. Avrinningsområdet består mestadels av skog (57 procent) och öppen mark (12 procent). Avrinningsområdet har 0,65 kvadratkilometer vattenytor vilket ger det en sjöprocent på 2 procent. Bebyggelsen i området täcker en yta av 5,85 kvadratkilometer eller 18 procent av avrinningsområdet.